# Филанк
Филанк (њем. Vielank) општина је у њемачкој савезној држави Мекленбург-Западна Померанија. Једно је од 89 општинских средишта округа Лудвигслуст. Према процјени из 2010. у општини је живјело 1.438 становника. Посједује регионалну шифру (AGS) 13054110.

## Географски и демографски подаци
Филанк се налази у савезној држави Мекленбург-Западна Померанија у округу Лудвигслуст. Општина се налази на надморској висини од 14 метара. Површина општине износи 77,4 km². У самом мјесту је, према процјени из 2010. године, живјело 1.438 становника. Просјечна густина становништва износи 19 становника/km².